# Claude Grandjean
Pour les articles homonymes, voir Grandjean.
Claude Grandjean, né le 7 septembre 1943 à Granges (originaire de Morlon et d'Enney), est une personnalité politique du canton de Fribourg, en Suisse, membre du parti socialiste.
Il est conseiller d'État, à la tête de la Direction de la sécurité et de la justice, de 1997 à 2006.

## Sources
- Georges Andrey, John Clerc, Jean-Pierre Dorand et Nicolas Gex, Le Conseil d’État fribourgeois : 1848-2011 : son histoire, son organisation, ses membres, Fribourg, Éditions La Sarine, 2012, 143 p. (ISBN 978-2-88355-153-4, lire en ligne), p. 109-110
- Tract électoral du Parti socialiste en 1996. Annuaire officiel, Bulletin du Grand Conseil. Le Temps du 5.12.09